# Goupia
Goupia — неотропічний рід квіткових рослин і єдиний рід родини Goupiaceae. Є три види, всі вони зустрічаються в тропічній частині Південної Америки.

## Види
- Goupia cinerascens
- Goupia glabra (syn. G. paraensis, G. tomentosa)
- Goupia guatemalensis